# Balther Dyroff
Balthasar Dyroff (* 5. November 1904 in Hofstetten; † 24. November 1986) war ein deutscher lutherischer Geistlicher.

## Leben
Dyroff absolvierte zwischen 1920 und 1923 eine Drogistenlehre in Nürnberg und arbeitete dann bis 1926 als Drogist. Von 1926 bis 1928 besuchte er das Religionslehrerseminar in Nürnberg und war dann von 1928 bis 1932 Religionslehrer an Nürnberger Volksschulen. 
1932 legte er die Begabtenprüfung (anstelle des Abiturs) ab und begann ein Studium der Evangelischen Theologie in Erlangen, das er 1935 abschloss. 1935 war er Pfarrverweser, von 1938 bis 1946 Pfarrer in Emetzheim und Holzingen im Landkreis Weißenburg-Gunzenhausen.
1947 wurde er Geschäftsführer des Evangelischen Hilfswerks in Bayern, 1954 Geschäftsführer des Landesverbands der Inneren Mission. Zwischen 1958 und 1971 war er Landespfarrer der Inneren Mission in Nürnberg und Kirchenrat. 
Vom 1. Januar 1968 bis zum 31. Dezember 1977 war er Mitglied des Bayerischen Senats.

## Schriften
- Aufgabe und Weg des Evangelischen Siedlungswerks in Bayern. In: 20 Jahre Evangelisches Siedlungswerk in Bayern, o.O 1969, S. 11–16
- Das Sammlungswesen in der Ev. Kirche in Deutschland. Grundsätze, Anregungen, Empfehlungen.

## Auszeichnungen
- 9. Mai 1961: Bayerischer Verdienstorden
- 1972: Bayerische Staatsmedaille für soziale Verdienste